# NGC 3308
NGC 3308 est une galaxie lenticulaire située dans la constellation de l'Hydre. Elle a été découverte par l'astronome britannique John Herschel en 1835.

## Caractéristiques
Sa vitesse par rapport au fond diffus cosmologique est de 3 898 ± 24 km/s, ce qui correspond à une distance de Hubble de 57,5 ± 4,0 Mpc (∼188 millions d'al).
À ce jour, 11 mesures non basées sur le décalage vers le rouge (redshift) donnent une distance de 54,173 ± 14,148 Mpc (∼177 millions d'al), ce qui est à l'intérieur des valeurs de la distance de Hubble.

## Groupe de NGC 3311
NGC 3308 fait partie du groupe de NGC 3311 qui compte au moins 19 galaxies, dont IC 2586, NGC 3307, NGC 3311 et NGC 3315.
NGC 3308 et donc toutes les galaxies du groupe de NGC 3311 font partie l'amas de l'Hydre (Abell 1060). L'amas de l'Hydre est l'amas dominant du superamas de l'Hydre-Centaure.